# Relation d'un voyage infortuné fait aux Indes occidentales
Relation d'un voyage infortuné fait aux Indes occidentales par le capitaine Fleury avec la description des îles qu’on y rencontre par l’un de ceux qui fit le voyage 1618-1620 est un manuscrit coté no 590 de la bibliothèque Inguimbertine de Carpentras dans le Vaucluse.

## Manuscrit
Son auteur, inconnu jusqu'à ce jour (appelé « l’Anonyme de Carpentras »), relate un voyage de flibuste parti de Dieppe en 1618 et qui passe par les îles du Cap-Vert, le Brésil, la Martinique, les Grandes Antilles, les côtes de Campeche et la Floride avant de prendre la route de retour pour Dieppe.
Il s'agit de la plus ancienne description d’un voyage complet de flibuste mais également la plus ancienne source sur les Indiens Caraïbes qui peuplaient alors les Petites Antilles ainsi que la plus ancienne description de la Martinique quinze ans avant la colonisation officielle de 1635.

## Éditions
- Jean-Pierre Moreau (dir.) (préf. Jean Meyer), Un Flibustier français dans la mer des Antilles, Clamart, J.-P. Moreau, coll. « Collection d'histoire maritime et d'archéologie sous-marine », 1987, 263 p. (ISBN 2-9502053-0-5)
- Jean-Pierre Moreau (dir.) (préf. Jean Meyer), Un flibustier français dans la mer des Antilles : 1618-1620 : relation d'un voyage infortuné fait aux Indes occidentales par le capitaine Fleury avec la description de quelques îles qu'on y rencontre, recueillie par l'un de ceux de la compagnie qui fit le voyage, Paris, Seghers, coll. « Étonnants voyageurs », 1990, 315 p. (ISBN 978-2-232-10325-4)
- Jean-Pierre Moreau (préf. Paul Butel), Pirates, flibuste et piraterie dans la Caraïbe et les mers du sud (1522-1725), Tallandier, 2006, 478 p. (ISBN 978-2-84734-229-1)
- Jean Pierre Moreau (dir.) (préf. Jean Meyer), Un flibustier français dans la mer des Antilles en 1618-1620, Paris, Payot, coll. « Petite Bibliothèque Payot », 2016, 327 p. (ISBN 978-2-228-91537-3)